# Anatolische Föderation
Die Anatolische Föderation ist ein in Köln ansässiger Dachverband von Vereinen, die in Deutschland in der Migrantenarbeit tätig sind.
Der Verein kritisiert die Ausländer- und Immigrationspolitik der Regierung wie der Oppositionsparteien in Deutschland als zu restriktiv. Sie verlangt eine liberalere Behandlung der Einwanderung und größere Rechte für Einwanderer.

## Beobachtung durch den Verfassungsschutz
Der Verein wird vom Verfassungsschutz als „Umfeldorganisation“ der in Deutschland verbotenen Revolutionären Volksbefreiungspartei-Front (DHKP-C) bezeichnet. Die DHKP-C steht auf der Liste der Terrororganisationen der EU. Bei einer Durchsuchung von Geschäftsräumen des Vereins und der Wohnung des 1. Vorsitzenden wurde 2004 Werbematerial der DHKP-C entdeckt.
Die AF bestreitet den Vorwurf, Tarnverein der DHKP-C zu sein.